# Hartley (Teksas)
Hartley – jednostka osadnicza w Stanach Zjednoczonych, w stanie Teksas, w hrabstwie Harris.